# Uroczysko

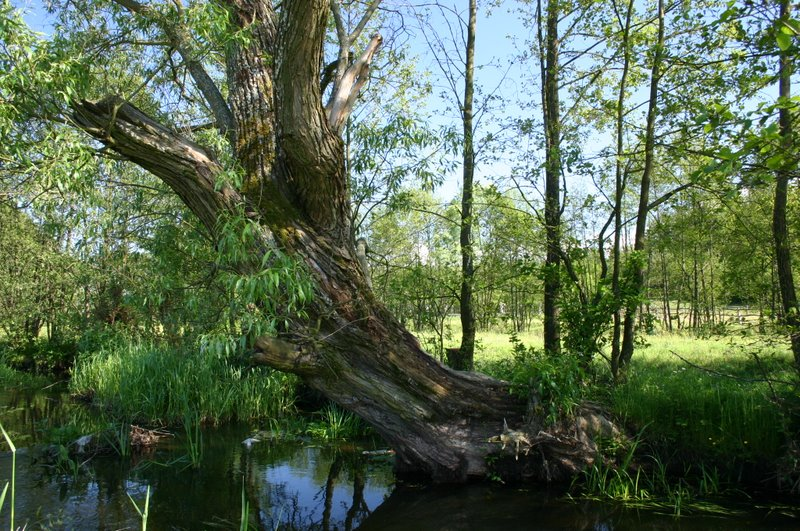
Uroczysko Dzierzbia

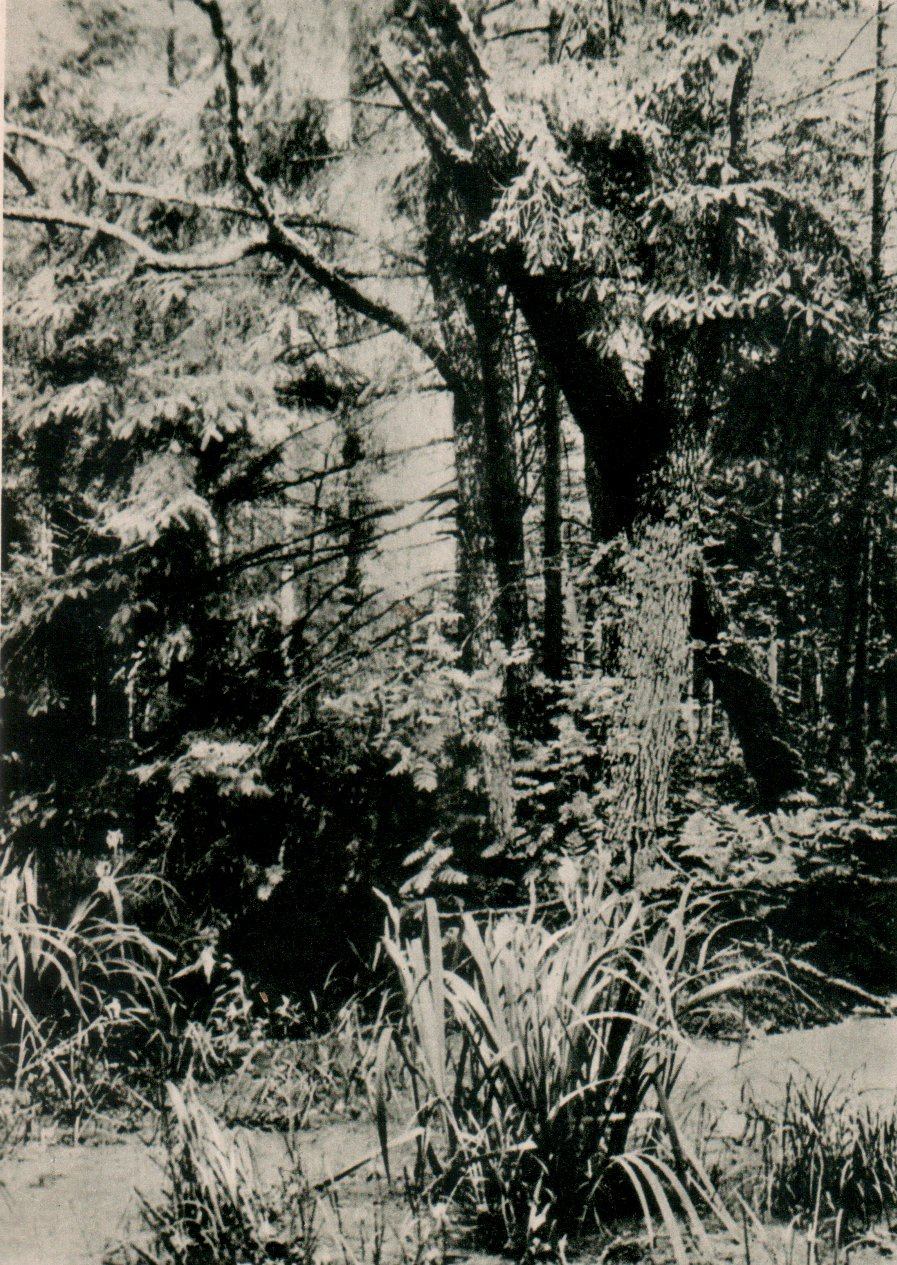
Uroczysko w Puszczy Białowieskiej

Uroczysko – część lasu (rzadziej pola lub łąki) o orientacyjnym znaczeniu, bez ściśle oznaczonych granic; jest to miejsce związane zwykle ze szczególnym wydarzeniem legendarnym, legendą, kurhanem, czy w którym występują charakterystyczne cechy przyrodnicze. Teren zwykle ciekawie ukształtowany geograficznie, niejednokrotnie tworzy niewielki obszar rezerwatu przyrody.
Uroczyska są pozostałością pierwotnego, samorzutnego „podziału administracyjnego” puszczy, stąd mają nazwy ludowe, które niejednokrotnie przetrwały do dzisiejszych czasów, np. Hłubokie, Królowy Most, Miedźwiedka, Sowine Błoto, Zamczysko (uroczyska Puszczy Białowieskiej), Batoh.
Część uroczysk nazwę swoją ma na podstawie dawnej jednostki osadniczej istniejącej w danym miejscu np. Nieboczowy.
Nadawanie nazw miejscom w puszczy pełniło podobną funkcję, jaką ma nazywanie ulic, dzielnic w miastach – dla wygody i orientacji.  Zapoczątkowane zostało wtedy, kiedy pierwotna, ogromna puszcza zaczęła być użytkowana przez ludzi, a nazywanie miejsc ułatwiało wspólną pracę czy dzielenie obszaru między rody, plemiona. Kolejnym etapem tworzenia się nazw była instytucja wchodów, czyli prawa do korzystania z puszczy, będącej własnością królewską. Aby dokładnie określić zakres terytorialny, trzeba było go nazwać. Król oznaczał te miejsca puszczańskie, które były przynależne tylko jemu. Tak powstały ostępy, które obok uroczysk stanowiły drugą z najdawniejszych grup administracyjnych utrwalonych przez akta kancelarii królewskiej.
Obecnie uroczysko potocznie jest rozumiane jako miejsce odludne, tajemnicze, a nawet niebezpieczne czy mogące rzucać na ludzi „uroki”.